# Johannes Schober (Radsportler)

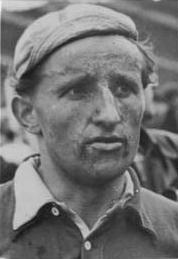
Johannes Schober (1960)

Johannes Schober (* 11. April 1935 in Wüstenbrand; † 25. November 2016 in Halle (Saale)) war ein deutscher Radrennfahrer, der in den 1950er und 1960er Jahren in der DDR aktiv war.

## Sportliche Laufbahn
Johannes Schober begann mit dem Rad zu fahren, weil er 1949 nach Beendigung der Schulzeit notgedrungen mit dem Fahrrad von seinem Wohnort Wüstenbrand zu seiner Ausbildungsstätte im Fahrradwerk Chemnitz-Siegmar fahren musste. Es gab zu dieser Zeit keine andere Möglichkeit, pünktlich zur Arbeitsstätte zu gelangen. Bei diesen Touren lieferte er sich mit Kollegen erste Wettkämpfe, sein Chef bekam das mit und ermöglichte ihm daraufhin sich ein erstes Rad zusammenzubauen. Schober startete seine Radsportkarriere bei der Betriebssportgemeinschaft (BSG) Motor Diamant in Chemnitz. Schon sein erstes Rennen konnte er gewinnen. Als 16-Jähriger gewann er mit der BSG-Mannschaft 1951 die DDR-Jugendmeisterschaft im Mannschaftszeitfahren. 1955 wurde Schober zum sächsischen Radsportzentrum, dem SC Wismut in Karl-Marx-Stadt (ehem. Chemnitz), delegiert. Er startete inzwischen im Männerbereich. Zuvor hatte er seine Lehre zum Maschinenschlosser absolviert.
Nennenswerte Erfolge stellten sich ab 1956 ein, als er den internationalen Gruga-Preis in Essen vor der gesamten westdeutschen Elite gewann und 2. der DDR-Meisterschaft wurde. 1957 siegte er beim Großen Diamant-Preis und beim Großen Preis von Stuttgart. 1958 war er Sieger der Erzgebirgs-Rundfahrt und des Wiener Festival-Straßenrennens. Beim 1958er Sachsenring-Rennen belegte er den zweiten Platz, und mit der Vierermannschaft des SC Wismut wurde er Dritter im Mannschaftszeitfahren bei den DDR-Meisterschaften. Zudem gewann er die Erzgebirgs-Rundfahrt und 2 Etappen der belgischen 9-Provinzen-Rundfahrt. 1959 holte er den Sieg beim Wiener Festival-Preis. Im Rennen der UCI-Straßen-Weltmeisterschaften 1959 wurde er als 29. klassiert.
Das Mannschaftszeitfahren wurde zur Paradestrecke in seiner Karriere, denn 1960 wurde er dort mit der Wismut-Mannschaft DDR-Meister und erreichte 1961 noch einmal die Vizemeisterschaft.

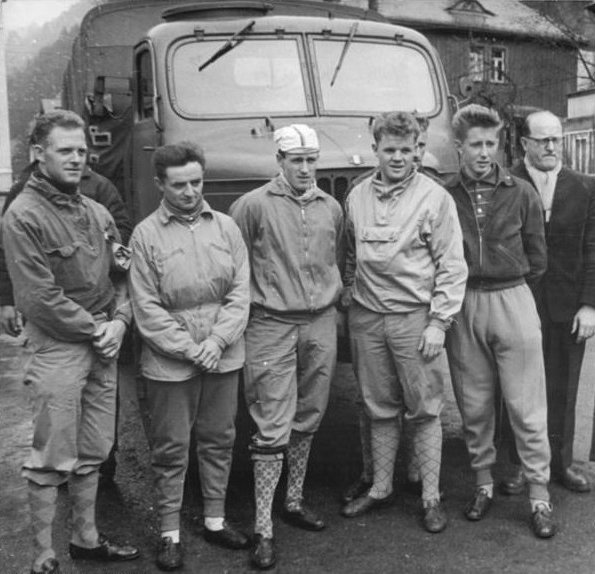
Schur, Eckstein, Schober, Hagen, Lörke, Trainer Weisbrod

Zu den schweren Prüfungen in seiner sportlichen Laufbahn gehörte neben den drei Starts bei der Amateur-Straßenweltmeisterschaft (1959 39.) die Teilnahme an dem Drei-Länder-Etappenrennen Internationale Friedensfahrt in den Jahren 1959 und 1960. Bei seinem Debüt 1959 wurde er unter 92 gewerteten Fahrern 22., von den sechs DDR-Startern war er nur der Fünftbeste. Auch 1960 schnitt er in der Einzelwertung als letztplatzierter DDR-Fahrer auf Platz 24. wenig erfolgreich ab, konnte sich aber mit dem Blauen Trikot des Mannschaftssiegers DDR schmücken.
Er startete bei der DDR-Rundfahrt 1961 für den SC Wismut Karl-Marx-Stadt und wurde beim Sieg von Gustav-Adolf Schur 13. der Gesamtwertung. 1962 wurde er hinter Iwan Bobekow Zweiter der Bulgarien-Rundfahrt. In der Tunesien-Rundfahrt wurde er nach einem Sturz 18. des Gesamtklassements.
Für seine Verdienste im DDR-Radsport wurde er mit dem Titel Verdienter Meister des Sports ausgezeichnet.

## Trivia
Noch während seiner Zeit als aktiver Radsportler hatte sich Schober zum Kfz-Meister qualifiziert. Als Trainer in Schkopau und Halle (Saale) kümmerte er sich um den Radsportnachwuchs und betreute unter anderem den späteren Olympiasieger und Weltmeister Klaus-Jürgen Grünke. Während seiner Trainertätigkeit absolvierte Schober ein Sportstudium. Von 1982 bis 1990 war er Vorsitzender der BSG Chemie Buna Schkopau und engagierte sich auch später noch ehrenamtlich beim Nachfolgeverein SV Buna Schkopau und im Kreissportbund. Johannes Schober war einer der engsten Freunde von Gustav-Adolf Schur, der mit ihm auch nach seinem Schlaganfall 2013 in engstem Kontakt blieb.